# Zoologischer Stadtgarten Karlsruhe
Der Zoologische Stadtgarten Karlsruhe ist ein Stadtgarten mit Zoo in der Südweststadt von Karlsruhe. Ihm zugehörig ist das Außengebiet Tierpark Oberwald südöstlich der Stadt. Auf einer Fläche von rund 22 Hektar (davon neun Hektar Zoo) zuzüglich dem Tierpark Oberwald mit einer Fläche von 16 Hektar leben rund 6800 Tiere in mehr als 326 Arten. Der Stadtgarten liegt nördlich des Hauptbahnhofs und südlich des Karlsruher Kongresszentrums zwischen den Karlsruher Stadtvierteln Südstadt und Südweststadt. Der Zoologische Garten Karlsruhe wurde 1865 eröffnet und zählt damit zu den ältesten in Deutschland. Stadtgarten und Zoo bilden ein gemeinsames, umfriedetes Gelände und können nicht separat besucht werden. Das Gelände wird von zwei städtischen Behörden betreut, dem Gartenbauamt und dem Zoo. Der Zoologische Stadtgarten steht in seiner Gesamtheit unter Denkmalschutz.

## Geschichte
Bereits ab 1861 gab es erste Bemühungen, einen Zoo in der badischen Residenzstadt Karlsruhe zu gründen. Initiatoren waren die Mitglieder des neugegründeten Vereins für Geflügelzucht. Der Vorschlag, einen Geflügelpark einzurichten und diesen mit zusätzlichen Schaugehegen für Säugetiere zu ergänzen, wurde ab 1864 aufgegriffen und verfolgt. Der Großherzog Friedrich I. von Baden kam einem Gesuch um Förderung nach und ließ den südlichen Teil des Sallenwäldchens zusammen mit dem Ludwigsee für einen jährlichen Pachtzins von drei Gulden zur Errichtung eines Tiergartens bereitstellen. Das notwendige Kapital zur Gründung sollte durch Schuldverschreibungen aufgebracht werden. Die Eigentümer dieser Schuldverschreibungen bildeten die Thiergartengesellschaft, die zusammen mit dem Geflügelzuchtverein den neu zu gründenden Thiergarten betreiben sollte. Die Errichtung der ersten Anlagen dauerte nur wenige Monate. Der Großherzog stellte außer Geldmitteln auch einige Tiere aus seiner Sammlung zur Verfügung. Die vorgesehene Finanzierungsdecke von 50.000 Gulden konnte aber bis zur Eröffnung nicht aufgebracht werden. Es waren lediglich Anteile für insgesamt 25.000 Gulden ausgegeben worden. Die Finanzierungslücke hemmte den Ausbau des Zoos.
Die privaten Gründer konnten die Kosten nicht mehr tragen, sodass am 30. November 1868 ein neu gegründeter Tiergartenverein den Park übernahm und eine finanzielle Unterstützung durch die Stadt beantragte. Diese Unterstützung wurde mit Darlehen und Jahreszuschüssen gewährt, und der Ausbau des Zoos ging nun etwas zügiger vonstatten. 1869 besuchten 50 000 Menschen den Tiergarten, dessen Tierbestand durch Stiftungen des Großherzogs und Spenden der Bevölkerung kontinuierlich erweitert werden konnte.
1877 gingen das gesamte Inventar und die Tieranlagen in städtischen Besitz über. Zur gleichen Zeit wurde das Gelände erweitert und die erste größere Gartenanlage geschaffen. Unter der Leitung des Gartendirektors Friedrich Ries entwickelte sich der Park zu einem bekannten und beliebten Ausflugsziel. 1899 wurde der erste Rosengarten mit rund 3600 Rosenpflanzen in 800 Sorten angelegt.
1887 wurde für das Stadtgartengelände die Errichtung eines künstlichen Hügels mit eingebautem Hochreservoir zur Wasserversorgung der Stadt beschlossen. Das Projekt wurde im Juni 1893 fertiggestellt und bis November 1967 genutzt. Der entstandene Lauterberg ist mit 154 Metern die höchste Erhebung der Karlsruher Kernstadt.
Die Eröffnung des Tierparks Hagenbeck in Stellingen bei Hamburg im Jahr 1907 mit seinen meist gitterlosen Tieranlagen beeinflusste auch die Gestaltung anderer Zoos, die jetzt alle Panoramalandschaften oder zumindest Freianlagen vorweisen wollten. 1913 zogen die ersten Seelöwen in eine Freianlage ein, die heute die älteste noch bestehende Anlage im Zoo Karlsruhe ist.

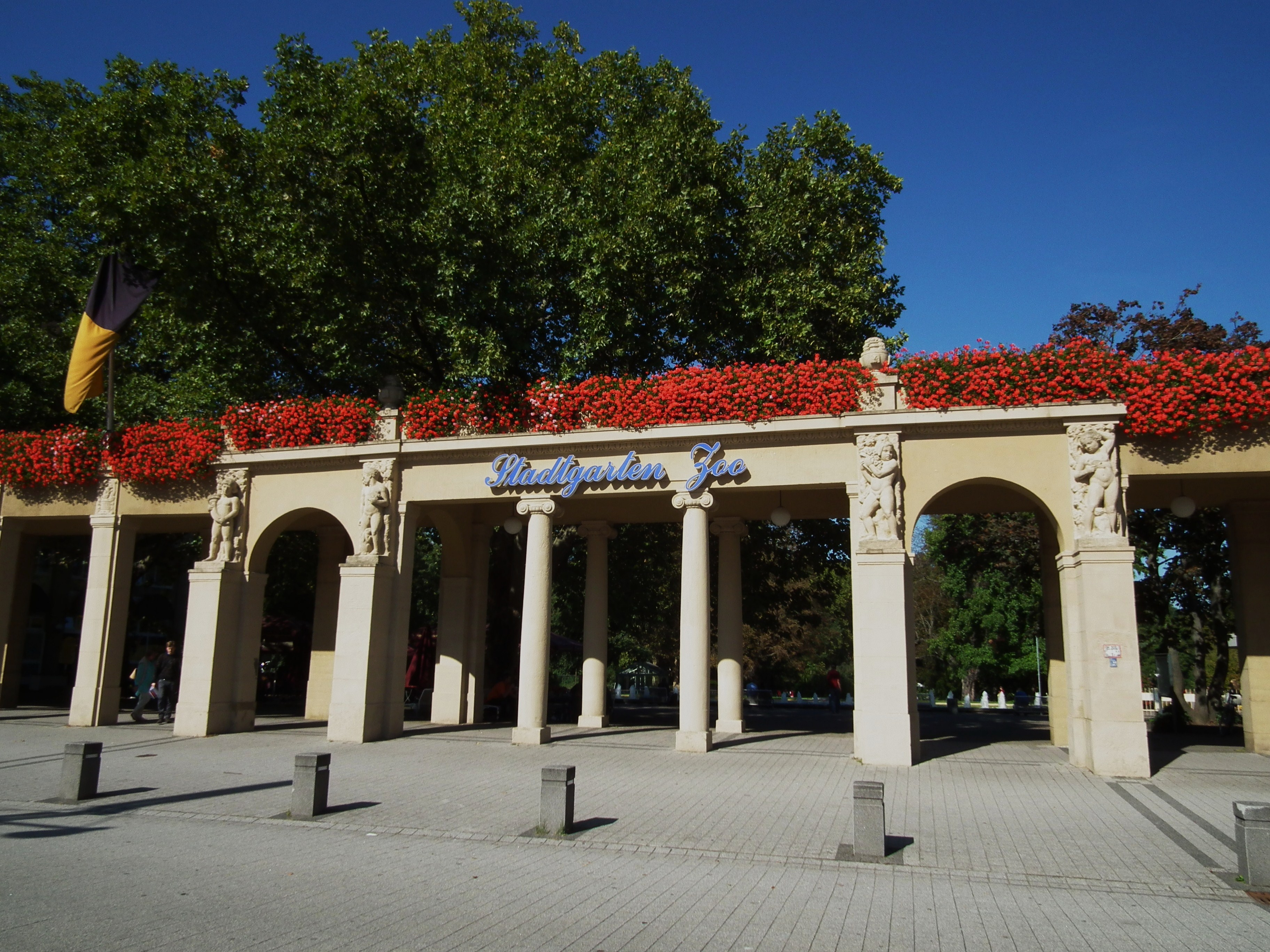
Zugangsportal am Bahnhofplatz

1914 – verbunden mit dem Bau und der Inbetriebnahme des Karlsruher Hauptbahnhofs – wurde der Gartenbereich des Zoos, der so genannte Stadtgarten, erheblich erweitert, unter anderem wurde ein neuer Rosengarten angelegt. An Stelle des alten wurde 1918 mit dem Bau des Japangartens begonnen.
In der Folgezeit wurde auch der Tierstand mit exotischen Tieren erweitert: 1923 erhielt der Zoo einen Königstiger und 1924 den damals dreijährigen Elefanten Molly. Die Elefantenkuh verblieb bis zu ihrem Tod 1941 im Karlsruher Zoo.
Vor Beginn des Zweiten Weltkriegs war der Tierbestand beträchtlich angewachsen, und es kamen Überlegungen auf, den Zoo aus dem Stadtzentrum an den Stadtrand zu verlagern. Dazu kam es nicht mehr. Im Krieg wurden die Anlagen stark beschädigt und die überlebenden Tiere an andere Zoos abgegeben. Das Gelände des Stadtgartens wurde zum Gemüseanbau für die Versorgung der hungerleidenden Bevölkerung genutzt.
Im Jahr 1945 wurde Karl Birkmann (* 1913 in Nürnberg, ab 1971 Präsident des Berufsverbandes deutscher Zoodirektoren) Zoodirektor. 1947, zwei Jahre nach Kriegsende, begann der Wiederaufbau des Zoos mit der Errichtung neuer Tiergehege. 1949 wurde der Zoo inklusive Stadtgarten neu eröffnet. Der Tierbestand wurde kontinuierlich erweitert und Anfang der 1960er Jahre hatte der Zoo den Vorkriegsstand übertroffen.
Die folgenden Jahre galten der intensiven Vorbereitung der Bundesgartenschau 1967 in Karlsruhe. 1965 entstand deshalb im nahe gelegenen Stadtwald der Tierpark Oberwald, um durch die Auslagerung von Tieren Platz für Gartenflächen zu schaffen.
Für die Bundesgartenschau wurde die Gartenanlage komplett neu gestaltet, aber auch die Tieranlagen wurden ausgebaut. Pünktlich zur Eröffnung der Gartenschau, die von über sechs Millionen Gästen besucht wurde, wurde eine neue Anlage für Eisbären eingeweiht. Mit elf Eisbären beherbergte der Zoo damals die größte Eisbärengruppe in Europa. 1968 wurde das neue Affenhaus eröffnet.
Im April 1973 brachen vier Braunbären aus ihrem vermutlich nicht richtig verschlossenen Gehege aus. Zwar wurden alle mit Narkosegewehren betäubt, aufgrund einer Unterdosierung biss jedoch der größte Bär bei seiner Verladung in eine Kiste einen Mitarbeiter ins Bein und wurde daraufhin von einem Polizisten erschossen. 1975 wurde das Papageienhaus – das 2018 wegen Erweiterung der Elefantenanlage abgerissene Südamerikahaus – fertiggestellt. In den 1980er Jahren wurden vor allem bestandsichernde Sanierungsmaßnahmen sowie einige kleine Bauvorhaben abgeschlossen. Im Juni 1984 brannte das Zoo-Restaurant. Vermutlich handelte es sich um fahrlässige oder vorsätzliche Brandstiftung. Der Sachschaden betrug eine Million Deutsche Mark.
Im Juli 1984 verendeten drei Flusspferde durch Kreislaufkollaps, weil eine spielende Elefantin durch einen Schieber die Heißwasserzufuhr zum benachbarten Flusspferdbecken geöffnet hatte. Im September 1984 wurde ein Seehundjunges in ein Abflussrohr gesaugt und verstarb. In einer Oktobernacht im Jahr 1985 wurden drei Flamingos von Unbekannten getötet. Im August 1987 brachen vier Wölfe aus ihrem Gehege aus. Einer davon starb an einer Überdosis des zum Einfangen benutzten Narkosemittels.
In den 1990er Jahren wurden die Afrika-Savanne, eine neue Schimpansenanlage und neue Außengehege am Raubtierhaus fertiggestellt sowie die Außenanlage für Elefanten umgestaltet.
Während des Umbaus ihres Geheges wurden alle vier Eisbären (ein Männchen und drei Weibchen) an den Nürnberger Zoo verliehen. Nachdem im März 2000 ein Unbekannter dort die Tür des Geheges aufgebrochen hatte, rissen sie aus und bedrohten Zoobesucher. Weil eine Betäubung nicht gelang und ein Ausbruch aus dem Zoogelände befürchtet wurde, wurden alle vier Tiere erschossen. Das neue Eisbärengehege wurde im Oktober 2000 eröffnet.
In der Nacht zum 13. November 2010 kam es zu einem Brand, bei dem 26 Tiere umkamen. Das Feuer vernichtete den Streichelzoo und tötete alle darin befindlichen Tiere, ehe es auf das Elefantenhaus übergriff und den dort untergebrachten Tieren zum Teil schwere Brandwunden zufügte. Bereits im Sommer 2011 konnte ein neuer, größerer Streichelzoo am Nordeingang eingeweiht werden.
Zum 150-jährigen Jubiläum 2015 erhielt der Zoo unter anderem ein neues Streichelgehege, die Bergwelt Himalaya und im Jubiläumsjahr selbst die Nasenbärenanlage sowie das Exotenhaus im ehemaligen Tullabad.
Im Mai 2019 wurde die erweiterte Außenanlage der Elefantenanlage eröffnet, die im Sommer bei entsprechenden Temperaturen nachts auch von den Flusspferden genutzt wird. Der Umbau zur Altersresidenz für Elefanten ist damit abgeschlossen.
2021 wurde die neue Luchs-Anlage im Rahmen des Großprojektes „Tor zum Nationalpark Schwarzwald“ eröffnet. Perspektivisch sollen Luchse aus Karlsruhe im Schwarzwald ausgewildert werden. Im Mai 2022 wurde die letzte Löwin Safo eingeschläfert, mit 24 Jahren die älteste Zoo-Löwin Europas. Damit endete die Löwenhaltung des Zoos. In den letzten Jahren wurde der Tierbestand um Tamanduas, Tieflandpakas und verschiedene südamerikanische Amphibienarten ergänzt, darunter Atelopus balios als eine der bedrohtesten Amphibienarten der Welt.

## Tieranlagen

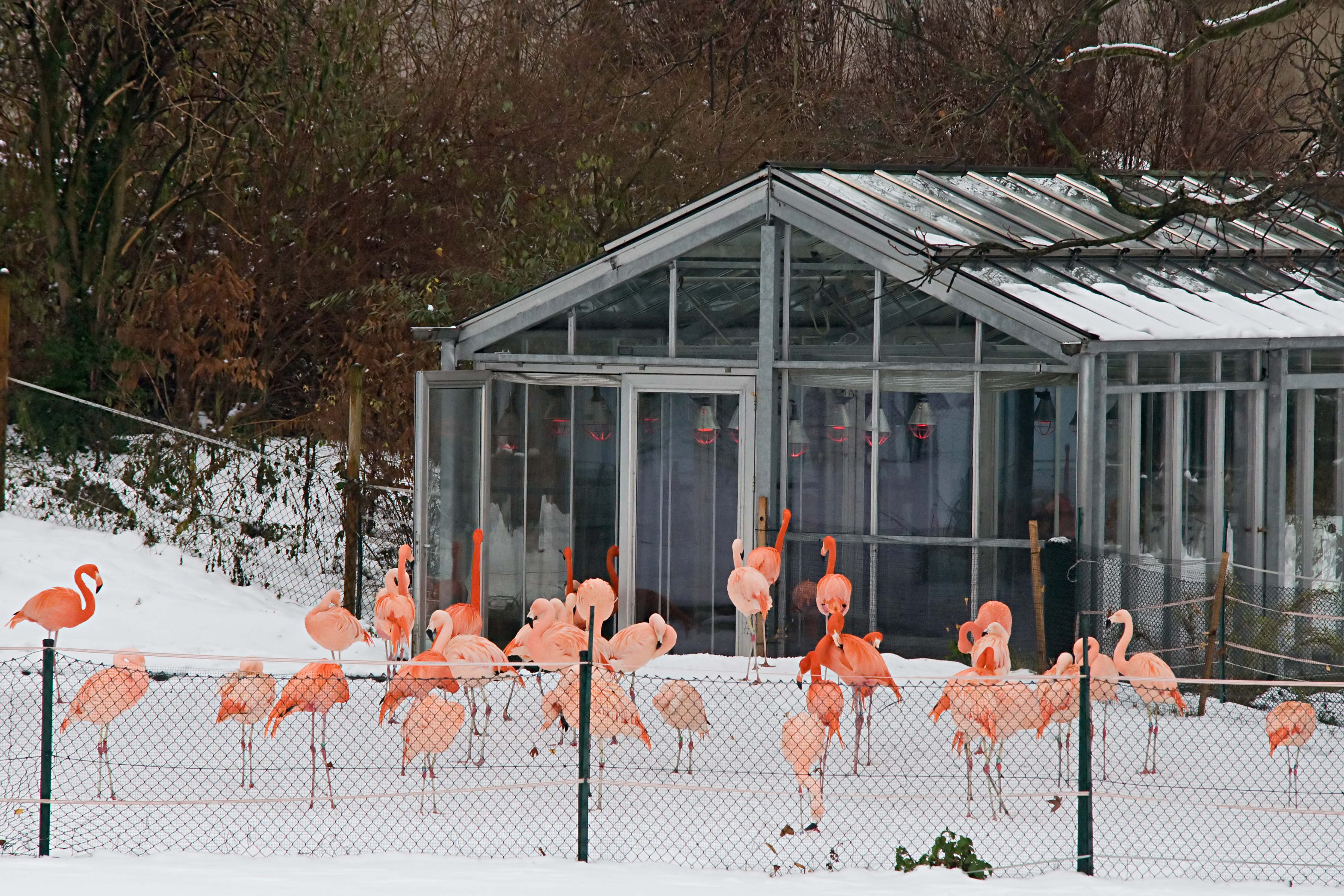
Die Flamingoanlage des Karlsruher Zoos im Winter

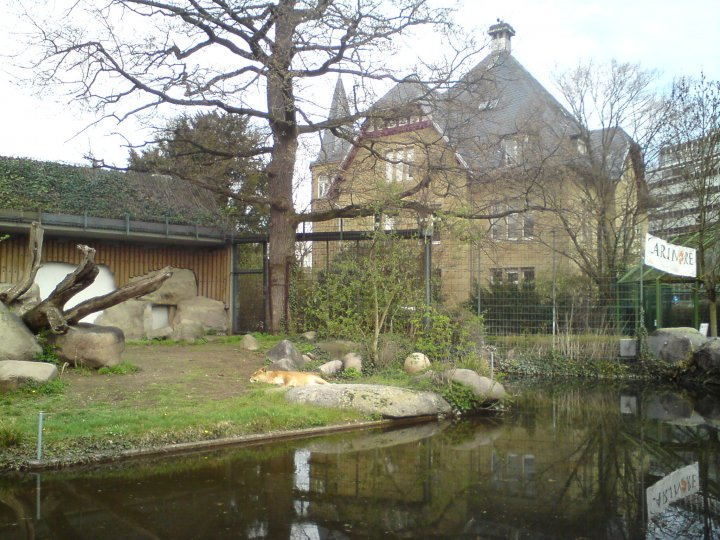
Ehemalige Löwenanlage, im Hintergrund das Haus der Zooverwaltung, im Jahre 2010

Der Stadtgarten Karlsruhe präsentiert seine Gehege als Tiererlebniswelten, die verschiedene zoogeographische Regionen der Erde repräsentieren sollen, so zum Beispiel die afrikanische, australische und südamerikanische Fauna.

### Haupteingang
Direkt am Haupteingang (Kasse Süd) befindet sich die Anlage der Kubaflamingos.

### Eisbärenanlage
Die Eisbärenhaltung hat im Karlsruher Zoo eine lange Tradition. In den 80er-Jahren konnten zahlreiche Zuchterfolge verzeichnet werden, über 30 Eisbären wurden in Karlsruhe geboren. Die aktuelle Eisbären-Anlage wurde im Jahr 2000 eröffnet. Die Nachbildung des Arktis- und Tundra-Lebensraumes ist in drei Gehegeabschnitte unterteilt, um Eisbären-Mütter mit Kindern von den erwachsenen Tieren trennen zu können. Besonders auffällig sind die Eisberg-Nachbildungen. Durch Sichtfenster können die Tiere auch unter Wasser beim Schwimmen beobachtet werden. Beim Bau des Geheges gingen die vier Eisbären verloren, die für die Dauer der Maßnahme nach Nürnberg ausgelagert waren und dort nach einem Sabotageakt entkommen konnten und erschossen wurden. So musste das neue Gehege zunächst mit zwei betagten Weibchen, Leihgaben aus Rotterdam, bestückt werden. Mit wechselnder Besetzung wurden in den vergangenen Jahren verschiedene Eisbären-Individuen gehalten, man konnte aber nicht an die Zuchterfolge der 80er-Jahre anknüpfen. Bis 2025 lebten in Karlsruhe ein Weibchen und das Männchen Kap, für welchen vom Europäischen Erhaltungszuchtprogramm (EEP) eine Zuchtempfehlung ausgesprochen wurde. Am 2. November 2024 wurden zwei Eisbärenjunge geboren, von denen eines überlebte. Kap wurde am 16. Juni 2025 mit 24 Jahren eingeschläfert.

### Lebensraum Wasser
In Fortführung des Konzeptes Lebensraum Wasser konnten im August 2009 nach eineinhalbjähriger Bauzeit die neuen Anlagen für Robben und Pinguine ihrer Bestimmung übergeben werden. So finden Seehund und Kalifornischer Seelöwe nun auf nahezu 900 m² an Land wie im Wasser Raum für ihre Aktivitäten. Für die Modernisierung der Gehege, die sich in der Vergrößerung von Becken und Außenbereichen niederschlägt, vor allem aber auch die Beobachtungsmöglichkeiten für das Publikum erhöht, wurden 4,4 Mio. Euro aufgebracht.

### Afrika-Savanne

Böhm-Steppenzebra

In Anwesenheit von Bürgermeister Daniel Fluhrer und rund 250 geladenen Gästen wurde im Juli 2023 die neue Afrikasavanne im Zoologischen Stadtgarten Karlsruhe eröffnet. In der knapp vierjährigen Bauzeit wurde sowohl die Außenanlage komplett umgestaltet, aber auch zahlreiche Stallungen neu gebaut, das Giraffenhaus modernisiert und auf mehr als die doppelte Innenfläche mit einem Glasanbau für die Netzgiraffen erweitert. Insgesamt stehen den Tieren nun 4.464 Quadratmeter nutzbare Außen- und 942 Quadratmeter Stallfläche zur Verfügung. Vor dem Umbau war die Anlage in vier Gehege unterteilt. Durch den Umbau ist eine große Savannenlandschaft entstanden, in der Giraffen, Zebras und Co. zukünftig gemeinsam leben werden. Somit haben alle Arten mehr Lebensraum zur Verfügung und durch die Interaktion untereinander mehr Abwechslung. Zusätzlich zu den Huftieren und Erdmännchen leben in diesem Bereich auch verschiedene Vogelarten wie Graupapageien, Textorweber und Waffenkiebitze.

### Anlagen am Lauterberg
Am Südosthang des Lauterbergs ist das Anlagenensemble Bergwelt Himalaya eingerichtet worden. Hier kann der Besucher seit 2011 Schneeleoparden und seit 2013 Rote Pandas betrachten. Bereits am Südhang des Lauterberges situiert, präsentiert sich im Anschluss die umgestaltete Anlage für Persische Kropfgazellen. Vogelvolieren für Eulenvögel sind darüber am Südhang des Lauterberges untergebracht. Seit April 2015 lässt sich die daran anschließende, 450 m² umfassende Freianlage für Nasenbären, eine der größten Anlagen ihrer Art in Deutschland, besichtigen. Nordwestlich davon befindet sich die neue Luchsanlage. Am Nordwestrand des Lauterberges befindet sich die Zwergotter-Anlage, die seit dem Tod der letzten Zebramangusten alle drei Anlagen der ursprünglichen Kleinbären-Anlagen nutzen können.

Roter Panda
Persische Kropfgazelle
Zwergotter

### Affenhaus

Halsbandmangabe

Im Affenhaus werden neben Schimpansen – als einziger gehaltener Menschenaffenart – weitere Affenarten wie Kattas und verschiedene Krallenaffen gezeigt. Nahegelegene Teichanlagen zeigen Enten und andere Wasservögeln aus aller Welt. Für die Kattas ist ein Neubau auf dem Ludwigssee geplant, dort sollen die Tiere auf einer begehbaren Insel leben. 

### Raubtierhaus
Das Raubtierhaus beherbergt China-Leoparden und Salzkatzen. Bis 2022 lebte hier auch die Löwin Safo. Das Gebäude wird schrittweise konzeptuell zum Südamerikahaus umgestaltet. So zogen in den vergangenen Jahren Bolivianische Totenkopfäffchen, Tieflandpakas, Tamanduas, Mittlere Wabenkröten, Lemur-Laubfrösche, Bromelien-Laubfrösche und Flitterkärpflinge in das Gebäude.

### Exotenhaus
Im Nordosten des Stadtgartens entstand zum Sommer 2015 nach zweieinhalbjähriger Umbauzeit eines ehemaligen Hallenbades, des Tullabades, das Exotenhaus. Mit rund 2000 Tieren in knapp 100 Tierarten bietet das Exotenhaus eine große Vielfalt an unterschiedlichen Tieren. Die größte Lebensgemeinschaft bilden die frei in der großen Halle lebenden Tiere – über 30 Vogelarten, etwa Fächer-, Brand-, Kragen-, Zweiffarbenfrucht-, Tamburin-, Socorro-, Madagaskarturtel- und Diamanttaube, Rotohrbülbül, Weißbürzelschama, Straußwachtel, Sonnen- und Weißbrustralle,  Lisztäffchen und Weißkopfsakis. Die Zweizehen-Faultiere zogen 2018 in eine Großvoliere in Vergesellschaftung mit Springtamarinen, Azara-Agutis und Goldsittichen. Auch in den zwei weiteren, in die Landschaft eingepassten Großvolieren, in den Terrarien, Aquarien und Paludarien wurden verschiedene Tiere vergesellschaftet. Eigene Gehege haben zudem die Seychellen-Riesenschildkröte oder die Brillenblattnasen mit ihrer großen Fledermaushöhle. Im Exotenhaus verfügt auch die Zoopädagogik nun erstmals über eigene Veranstaltungsräume. Eingerichtet werden Bereiche für Kindergärten, Klassenzimmer für Schulen, es gibt einen Seminarraum für Vortragsreihen, Workshops oder auch Ferienkurse. Südlich außerhalb des Exotenhauses findet man eine Papageienvoliere.

Amerikanischer Stelzenläufer
Stumpfkrokodile
Weißkopfsaki
Goldsaumbuntbarsch
Schrecklicher Pfeilgiftfrosch
Fächertauben

### Dickhäuter-Haus

Flusspferd

Eine Anlage für Zwergflamingos und Anlagen für Asiatische Elefanten und Flusspferde finden sich im Dickhäuterhaus des Zoos. Die hier gezeigten Elefanten leben in der sogenannten „Altersresidenz“, welche 2019 in Betrieb genommen wurde. In einem Terrarium leben zudem Etruskerspitzmäuse.

### Tierwelt Australiens
Als weitere Tieranlagen sind die Gehege für Parmakängurus, Bennettkängurus und Emus im Bereich Tierwelt Australiens ausgewiesen. In einer angegliederten Voliere sind Banks-Rabenkakadus, Schildsittiche, Maskenkiebitze, Rosakakadus sowie Inkakakadus untergebracht.

## Stadtgarten
Zu den Gartenanlagen gehören ein Rosengarten mit rund 15.000 Rosen in über 200 Sorten und der Japanische Garten. Der ursprünglich 1918 angelegte Gartenteil war einer der ersten asiatischen Gärten in Deutschland. Anlässlich der Bundesgartenschau 1967 erhielt der Stadtgarten seine jetzige Gestaltung. Eine besondere Attraktion sind die Gondolettas auf den Teichen des Stadtgartens sowie eine Wasserorgel.
Im Stadtgarten findet alle zwei Jahre (zuletzt 2023) das Lichterfest statt, bei dem Tausende von Teelichtern, Lampions und zu Figuren gestaltete Glühlampen den Park beleuchten.

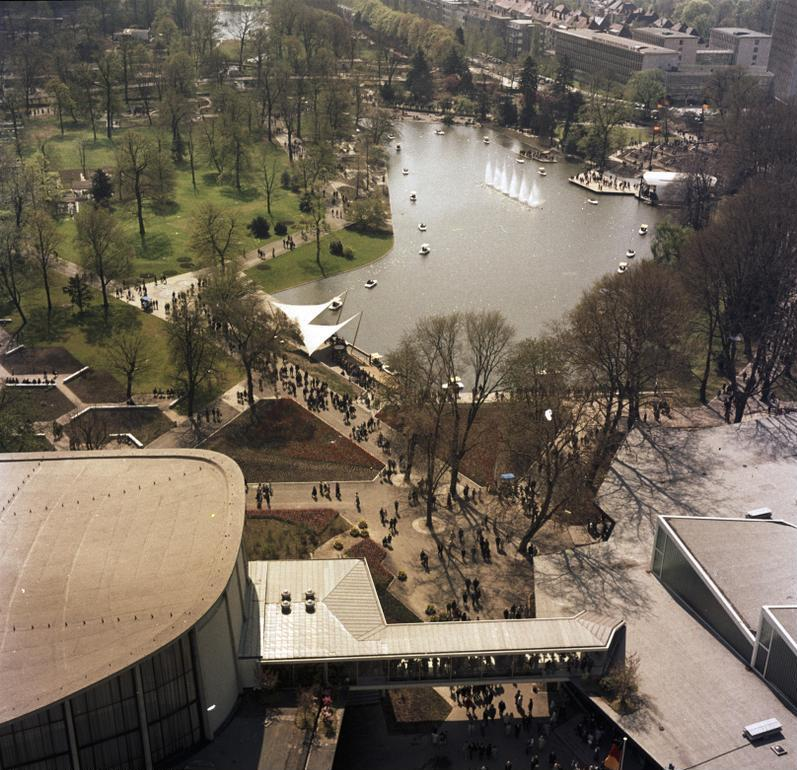
Der Stadtgarten während der Bundesgartenschau 1967. Unten die Schwarzwaldhalle (links) und die Nancyhalle
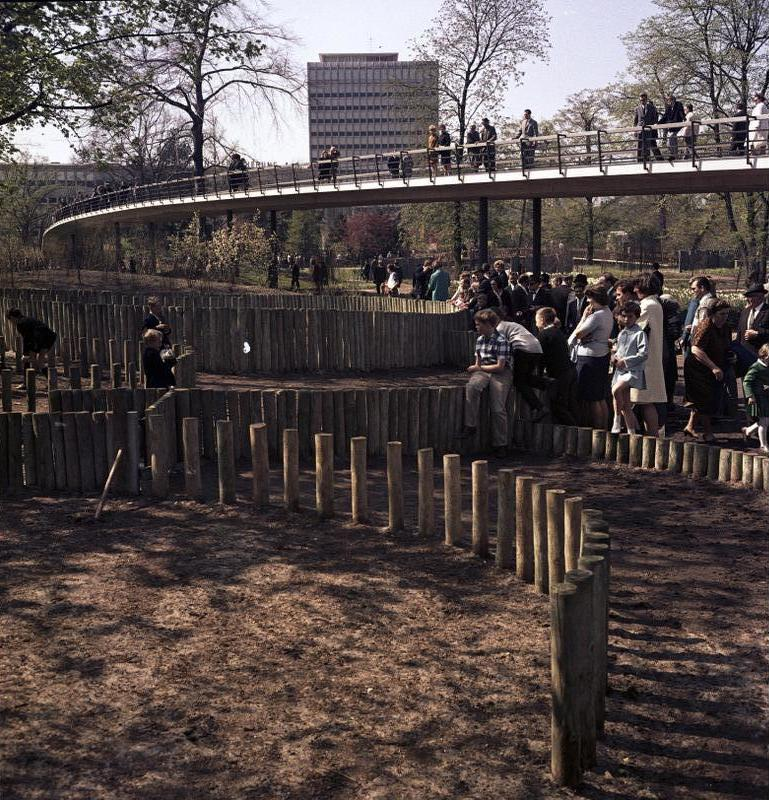
Die Fußgängerbrücke im Jahr 1967
Blühende Kamelie im Japangarten

## Fußgängerbrücke über den Zoo
Über den Zoo und den Stadtgarten spannt sich die Karl-Birkmann-Brücke mit dem Tiergartenweg. Die Brücke ist nach Karl Birkmann, dem Leiter des Zoologischen Gartens zwischen 1963 und 1979, benannt worden. Sie verbindet die Stadtviertel Südstadt und Südweststadt.
Die Brücke wurde zur Bundesgartenschau 1967 errichtet. Davor war der Tiergartenweg eine Straße, die beide Parkteile voneinander trennte. Eine Brücke über den Tiergartenweg und eine Fußgängerunterführung ermöglichten es, vom einen in den anderen Parkteil zu gelangen.

## Tierpark Oberwald
Der zum Karlsruher Zoo gehörende Tierpark liegt frei zugänglich in dem südöstlich an den Hauptbahnhof angrenzenden Erholungswald Oberwald. Auf 16 Hektar leben, in jeweils mehreren tausend Quadratmeter großen Freigehegen mit natürlichem Waldboden, wetterbeständige Wildtiere gemäßigter und kalter Zonen. Dazu gehören große Huftiergruppen wie Kropfgazellen, Wisente, Przewalskipferde und Mesopotamische Damhirsche.

## Förderverein
Der Förderverein des Zoos, die Zoofreunde Karlsruhe e. V., unterstützen durch verschiedene Aktivitäten den Zoo. Von dem Geld werden Tiere gekauft und Anlagen saniert bzw. neu gebaut. Der Verein wurde 1979 gegründet und ist Herausgeber des Zoomagazins kaTTa. Der Verein organisiert für seine Mitglieder Zooführungen, Vorträge und Exkursionen.

## Artenschutzstiftung
Zur Förderung von Arten- und Naturschutzprojekten wurde 2016 eine Stiftung gegründet. Kooperationspartner ist der Arbeitskreis Fonds für bedrohte Papageien der Zoologischen Gesellschaft für Arten- und Populationsschutz. Botschafter ist Frank Elstner.